# Пширово
Пширово (пол. Przyrowo, нім. Groß Hammerbach) — село в Польщі, у гміні Полчин-Здруй Свідвинського повіту Західнопоморського воєводства.
Населення — 221 особа (2011).

## Демографія
Демографічна структура станом на 31 березня 2011 року:
|          | Загалом | Допрацездатний вік | Працездатний вік | Постпрацездатний вік |
| -------- | ------- | ------------------ | ---------------- | -------------------- |
| Чоловіки | 105     | 16                 | 80               | 9                    |
| Жінки    | 116     | 18                 | 71               | 27                   |
| Разом    | 221     | 34                 | 151              | 36                   |